# Sønnike
Sønnike er en dansk dramafilm fra 2025, der er instrueret af debutanten Jesper Quistgaard. Morten Agerholm Jensen spiller hovedrollen som den 29-årige Lasse, hvis forældre pludselig dør, og som derfor må overtage ansvaret for sin langt yngre bror Vincent (Bertram Bisgaard). Det fører til, at en vigtig familiehemmelighed bliver afsløret.
Netmediet Soundvenue skrev, at filmen var historiens første 100 % fynske produktion: Den er både skrevet og produceret af fynboer og indspillet på Fyn med et hold, der mest bestod af lokale folk. Jesper Quistgaard kommer fra en lille by uden for Nyborg og har gået på den fynske filmuddannelse 18 Frames.
Filmen blev vist ved filmfestivalen OFFSpring i Odense i april 2025 og fik dansk biografpremiere 5. juni samme år. 
Ved den danske biografpremiere fremhævede Politikens anmelder filmen som det seneste bud i en perlerække af danske debutfilm, der udgjorde et "jordskælv" i dansk film i 2025 efter genrefilmene Hele vejen af Jahfar Muataz og Fremmed - Det første opgør af Mads Hedegaard og film i en ny dansk realistisk stil som Zinnini Elkingtons Det andet offer, Sylvia Le Fanus Min evige sommer, Søren Greens Glasskår og Mathias Broes Sauna.

## Handling
Den 29-årige Lasse (Morten Agerholm Jensen) har stort set afbrudt forbindelsen med sin familie, men efter en tragisk hændelse står han pludselig med ansvaret for sin meget yngre lillebror, Vincent, spillet af Bertram Bisgaard. Det får efterhånden knudemanden Lasses verden til at åbne sig. Lasses og Vincents nye virkelighed tvinger Lasse til at konfrontere en smertelig hemmelighed, der presser på for at blive afsløret, og som vil ændre de tos liv for altid. Filmen prøver dog ikke at opbygge for meget suspense om den annoncerede familiehemmelighed - allerede åbningssekvensen viser et stemningsskabende flashback, hvor Lasse sidder med spædbarnet Vincent på en ATV, en alt for ung far med sin lille søn.

## Medvirkende
- Morten Agerholm Jensen - Lasse
- Bertram Bisgaard Enevoldsen - Vincent
- Claus Riis Østergaard - onkel Hans
- Sarah Boberg - Karen
- Trine Pallesen - Lisbeth
- Kristian Halken - Torben
- Ari Alexander - "Skuret" (Thor)
- Elias Budde Christensen

## Modtagelse

### Danmark
Filmmagasinet Ekko gav filmen fire ud af seks stjerner og kaldte den en hjertevarm udforskning af udfoldelsen af en stor familiehemmelighed i det såkaldte Udkantsdanmark. Anmelderen mente, at Quistgaard med filmen skabte et troværdigt univers, hvor tilskuerne gik mere op i de komplicerede mennesker og deres følelser end i, om handlingen altid fremstod helt realistisk som den skinbarlige virkelighed. I dagbladet Information skrev anmelderen, at filmen havde mange gode øjeblikke, men blev tynget af en historie, der ikke altid hang sammen. Avisen skrev også, at filmen på mange måder var et stille og roligt psykologisk realistisk drama om jævne og godmodige mennesker med nogenlunde almindelige problemer, og at Morten Agerholm Jensen og Bertram Bisgaard gjorde en god figur i deres to hovedroller. Politiken gav filmen fem hjerter ud af seks mulige og skrev, at filmen markerede en ny og mere troværdig dansk realisme - benhård, inderlig, støjende, musikalsk, doven og vital. Anmeldelsen roste også Morten Agerholm, som den kaldte et af dansk films allerstørste talenter, og Bertram Bisgaard, hvis coming of age-drama blev skildret så naturligt og rørende, så Vincents spor i filmen blev næsten lige så stærkt som hovedpersonen Lasses eget spor.